# L'Homme qui voulait savoir
Pour plus de détails, voir Fiche technique et Distribution.
L'Homme qui voulait savoir (Spoorloos, litt. « Sans laisser de traces » en néerlandais) est un film franco-néerlandais réalisé par George Sluizer, sorti en 1988. Il est adapté du roman Het gouden ei  de Tim Krabbé.
Le film suit un couple de jeunes néerlandais qui s’arrête sur une aire d’autoroute. Au bout de quelques minutes, l'homme se rend compte que sa compagne a disparu. Il va dès lors exclusivement se consacrer à sa recherche. Après trois ans d'investigations infructueuses, il reçoit une lettre d'une personne qui prétend connaître la vérité sur la disparition de sa femme.

## Synopsis
Sur la route des vacances en France, Rex et Saskia, un couple de jeunes néerlandais, s'arrêtent sur une aire d'autoroute. Alors que Saskia se rend dans la boutique pour acheter une boisson, Rex l'attend à côté de la voiture. Ne voyant pas Saskia revenir, il part la chercher mais ne la retrouve pas.
Trois ans plus tard, Rex est encore obsédé par la disparition de Saskia, mais il ne dispose d'aucune piste. À plusieurs reprises, il reçoit une lettre lui donnant rendez-vous en France dans un café, dont l'auteur prétend connaître la vérité sur la disparition. Bien qu'il se présente à chaque fois au rendez-vous, l'auteur ne se manifeste pas, jusqu'au jour où Raymond, le ravisseur, vient enfin l'aborder.
Raymond propose à Rex de lui faire « réellement » découvrir ce qu'est devenue Saskia. Rex accepte et part avec Raymond dans sa voiture. Peu avant d'arriver sur le lieu du dénouement, Raymond exige de Rex qu'il prenne un somnifère. Bien que réticent, Rex, poussé par son obsession de connaître le sort de Saskia, finit par avaler le somnifère. Une heure après, Rex se réveille dans un cercueil ; comme Saskia trois ans auparavant, il est enterré vivant.

## Fiche technique

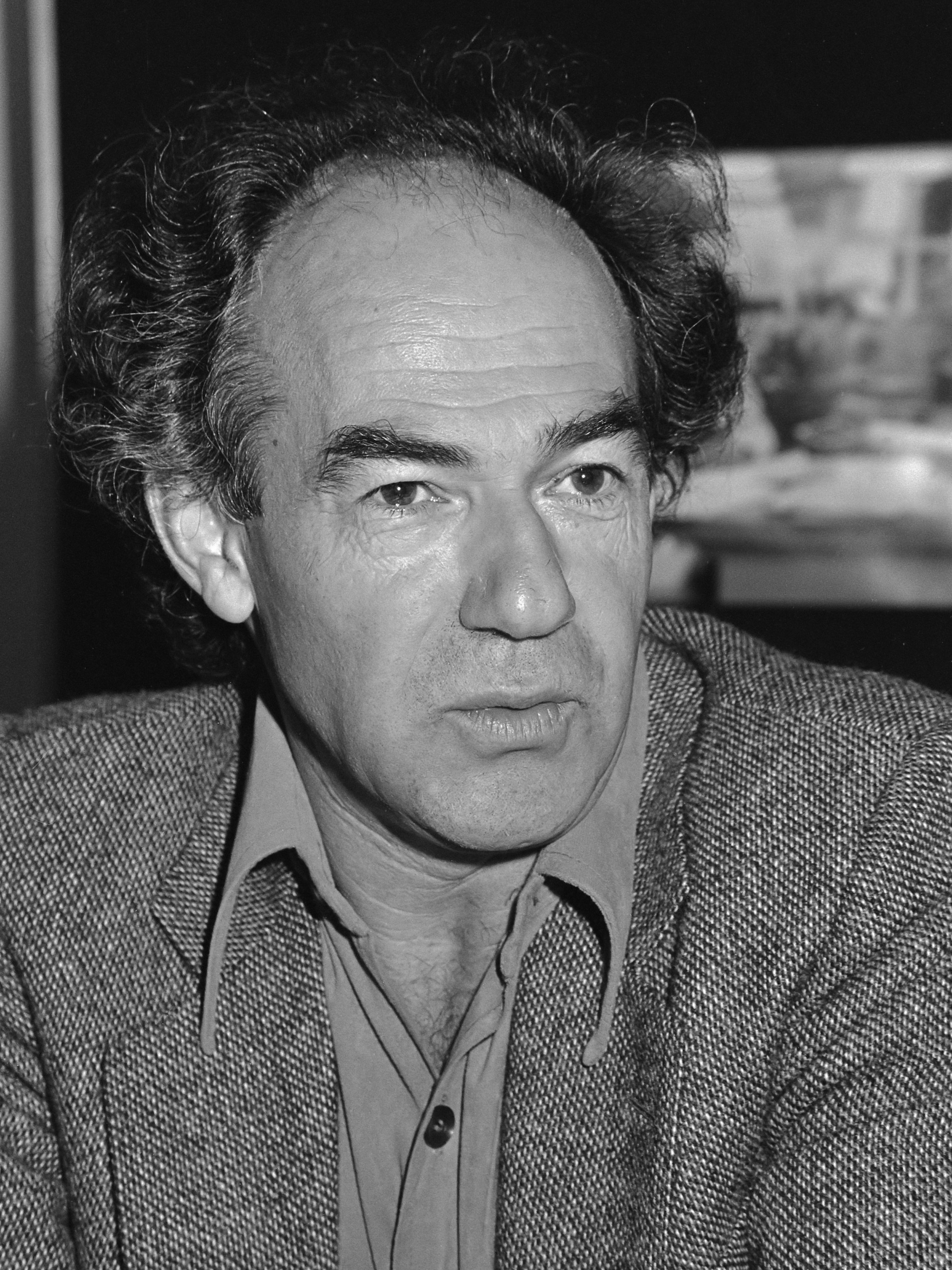
George Sluizer est le scénariste et réalisateur du film.

- Titre français : L'Homme qui voulait savoir
- Titre original : Spoorloos
- Réalisation : George Sluizer
- Scénario : George Sluizer et Tim Krabbé d'après son roman Het Gouden Ei (L'Œuf d'Or)
- Production : Anne Lordon et George Sluizer
- Musique : Henny Vrienten
- Genre : thriller
- Durée : 107 minutes
- Pays de production :  Pays-Bas et  France
- Langue : néerlandais, français, anglais
- Année : 1988
- Dates de sortie :
  - France : 20 décembre 1989

## Distribution

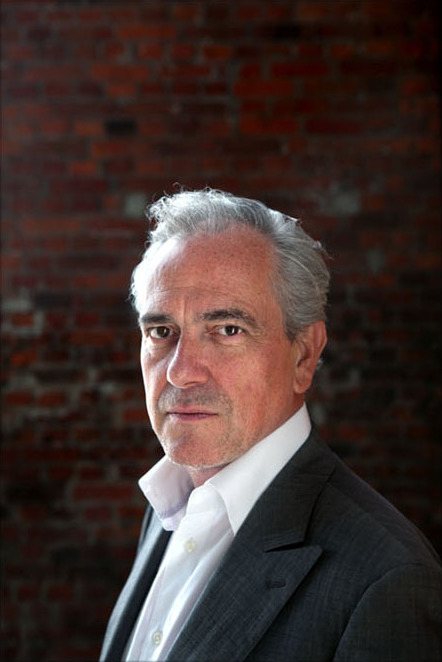
L'acteur belge Gene Bervoets interprète le rôle de Rex.

- Bernard-Pierre Donnadieu :  Raymond Lemorne
- Gene Bervoets : Rex Hofman
- Johanna ter Steege : Saskia Wagter
- Gwen Eckhaus : Lieneke
- Bernadette Le Saché : Simone Lemorne
- Tania Latarjet : Denise Lemorne
- Lucille Glenn : Gabrielle Lemorne
- Roger Souza : Le gérant de la station service
- Pierre Forget : Laurent
- Raphaëline Goupilleau : Gisele Marzin

## Autour du film

### Adaptation
Le film est une adaptation du roman de l'écrivain et journaliste néerlandais Tim Krabbé, Het Gouden Ei (L'Œuf d'Or), publié en France après la sortie du film.
Le réalisateur Stanley Kubrick déclara que c'était « le film le plus terrifiant qu['il ait] jamais vu »,,.

### Lieux de tournage
Certaines scènes du film ont été tournées dans les rues de la ville de Nîmes, dans le Gard.

### Remake
Un remake est tourné en 1993 par le même réalisateur sous le titre La Disparue (The Vanishing) avec Jeff Bridges dans le rôle du criminel, mais il ne présente pas la même fin, basée sur un happy end, à la demande des producteurs américains. Le film est tourné dans l'État de Washington.

### Reprise radiophonique
En 2010, le film est adapté pour la radio par Oliver Emanuel, avec Kirsty Williams à la réalisation et avec les comédiens Samuel West, Melody Grove et Ruth Gemmell. L'enregistrement est diffusé sur BBC Radio 4, dans le cadre du programme du samedi « Drama ». Par la suite, l'émission est rediffusée sur BBC Radio 4 Extra.